# 하지 (이슬람교)
하지(아랍어: ‏الحاجّ, 페르시아어: حاجى)는 이슬람교의 성지인 메카 순례(하즈)를 성공적으로 마친 사람에게 붙이는 존칭이다. 여성의 경우는 하자(아랍어: الحاجة)라고 한다.

## 같이 보기
- 이슬람교
- 순례